# Застава Бање Луке
Застава Бање Луке представља стег квадратног поља подељеног, горе у црвеном сртебром и црним спојницама озидани камени бедем у чијем је средишту иста таква двоспратна кула лучно отворена пољем са по једним црно отвореним прозором на спратовима и са пирамидалним сребрним кровом са наглашеном стрехом, и са обе стране те куле са по једном сребрном мањом једноспратном кулом са по једним прозором отвореним црно и кровом као што је описано, а доле сребрно са плавим суоченим кљуновима два чамца-дајака из бокова штита; преко свега таласаста плава греда изнад истог таквог прута.
На старој застави налазио се стари грб града на плавој правоугаоној позадини, а испод кога пише ћирилицом, белим словима: "Град Бања Лука".

## Елементи на грбу који се налази на старој застави
- Зграда Градске управе на врху грба
- Лист дивљег кестена
- Тврђава Кастел
- Саборни храм Христа Спаситеља
- Штит са крстом и четири оцила

## Приједлози застава Срђана Марловића и Зорана Николића
- 1
- 2
- 3
- 4
- 5
- 6
- 7
- 8